# Казе Мазино (Асти)
Казе Мазино је насеље у Италији у округу Асти, региону Пијемонт.
Према процени из 2011. у насељу је живело 15 становника. Насеље се налази на надморској висини од 338 м.